# Petersburg (Illinois)
Petersburg je grad u američkoj saveznoj državi Ilinois. Prema popisu stanovništva iz 2010. u njemu je živjelo 2.260 stanovnika.